# Ludwig von Langenmantel

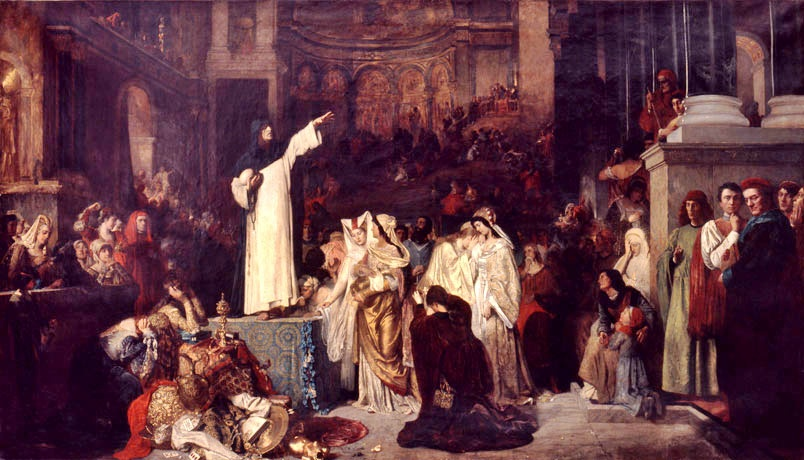
La Prédication de Savonarole. 1879

Ludwig von Langenmantel, né le 4 avril 1854 à Kelheim et mort le 6 octobre 1922 à Munich, est un aristocrate et peintre allemand.

## Biographie
Ludwig von Langenmantel est issu d'une vieille famille patricienne d'Augsbourg. Son père, Otto von Langenmantel (1816-1875), né à Weiler bei Kempten, fréquente l'Académie des Beaux-Arts de Munich et travaille comme fonctionnaire dans la construction. À ce titre, il dirige, entre autres,entre 1850 et 1856 la construction du Temple de la Libération à Kelheim. Sa mère, Magdalena (1825-1900) est la fille du peintre Albrecht Adam (1786-1862). Les frères de la mère, Benno Adam (1812-1892), Franz Adam (1815-1886) et Eugen Adam (1817-1880) sont également peintres.
Ludwig commence ses études dans l'atelier de son grand-père comme apprenti. En 1869, il fréquente l'Académie des Beaux-Arts de Munich et en 1874, il devient l’élève de Karl von Piloty. Il se fait connaître comme peintre d’histoire et de genre. En 1876, il peint l'Arrestation du chimiste Lavoisier, en 1879, la Prédication de Savonarole. Il participe à la décoration du château de Herrenchiemsee, notamment dans la salle des gardes (L’entrée de Louis XIV à Douai, L'entrée de Louis XIV à Arras, la Bataille de Neerwinden, en collaboration avec Wilhelm Rögge d’après A. van der Meulen), dans la deuxième antichambre (Une fête à Versailles) et le cabinet de travail. 
De 1886 à 1919 Ludwig von Langenmantel est professeur à l'École royale des arts appliqués de Munich. Au cours de cette période, il peint des plafonds pour le Palais grand-ducal de Luxembourg.